# Cerisy-la-Forêt
Cerisy-la-Forêt és un municipi francès situat al departament de la Manche i a la regió de Normandia. L'any 2007 tenia 909 habitants.

## Demografia

### Població
El 2007 la població de fet de Cerisy-la-Forêt era de 909 persones. Hi havia 356 famílies de les quals 116 eren unipersonals (36 homes vivint sols i 80 dones vivint soles), 104 parelles sense fills, 108 parelles amb fills i 28 famílies monoparentals amb fills.
La població ha evolucionat segons el següent gràfic:
Habitants censats

### Habitatges
El 2007 hi havia 447 habitatges, 360 eren l'habitatge principal de la família, 57 eren segones residències i 30 estaven desocupats. 433 eren cases i 12 eren apartaments. Dels 360 habitatges principals, 292 estaven ocupats pels seus propietaris, 65 estaven llogats i ocupats pels llogaters i 3 estaven cedits a títol gratuït; 1 tenia una cambra, 24 en tenien dues, 51 en tenien tres, 93 en tenien quatre i 191 en tenien cinc o més. 266 habitatges disposaven pel capbaix d'una plaça de pàrquing. A 177 habitatges hi havia un automòbil i a 145 n'hi havia dos o més.

### Piràmide de població
La piràmide de població per edats i sexe el 2009 era:
| Homes | Edats   | Dones |
| ----- | ------- | ----- |
| 0     | 95 o +  | 4     |
| 8     | 90 a 94 | 16    |
| 12    | 85 a 89 | 20    |
| 0     | 80 a 84 | 16    |
| 16    | 75 a 79 | 32    |
| 32    | 70 a 74 | 24    |
| 12    | 65 a 69 | 24    |
| 20    | 60 a 64 | 16    |
| 32    | 55 a 59 | 28    |
| 32    | 50 a 54 | 28    |
| 48    | 45 a 49 | 24    |
| 8     | 40 a 44 | 40    |
| 16    | 35 a 39 | 16    |
| 32    | 30 a 34 | 20    |
| 24    | 25 a 29 | 36    |
| 12    | 20 a 24 | 20    |
| 24    | 15 a 19 | 28    |
| 20    | 10 a 14 | 28    |
| 28    | 5 a 9   | 32    |
| 16    | 0 a 4   | 20    |

## Economia
El 2007 la població en edat de treballar era de 512 persones, 369 eren actives i 143 eren inactives. De les 369 persones actives 350 estaven ocupades (184 homes i 166 dones) i 19 estaven aturades (7 homes i 12 dones). De les 143 persones inactives 61 estaven jubilades, 41 estaven estudiant i 41 estaven classificades com a «altres inactius».

### Ingressos
El 2009 a Cerisy-la-Forêt hi havia 349 unitats fiscals que integraven 846 persones, la mediana anual d'ingressos fiscals per persona era de 15.188 €.

### Activitats econòmiques
Dels 41 establiments que hi havia el 2007, 2 eren d'empreses alimentàries, 6 d'empreses de construcció, 11 d'empreses de comerç i reparació d'automòbils, 2 d'empreses de transport, 4 d'empreses d'hostatgeria i restauració, 1 d'una empresa d'informació i comunicació, 2 d'empreses financeres, 3 d'empreses immobiliàries, 2 d'empreses de serveis, 5 d'entitats de l'administració pública i 3 d'empreses classificades com a «altres activitats de serveis».
Dels 10 establiments de servei als particulars que hi havia el 2009, 1 era una oficina de correu, 2 oficines bancàries, 1 paleta, 1 guixaire pintor, 2 lampisteries, 2 perruqueries i 1 restaurant.
Dels 3 establiments comercials que hi havia el 2009, 1 era una botiga de més de 120 m², 1 una botiga de menys de 120 m² i 1 una fleca.
L'any 2000 a Cerisy-la-Forêt hi havia 51 explotacions agrícoles que ocupaven un total de 1.638 hectàrees.

## Equipaments sanitaris i escolars
L'únic equipament sanitari que hi havia el 2009 era una farmàcia.
El 2009 hi havia una escola elemental.

## Poblacions més properes
El següent diagrama mostra les poblacions més properes.